# Ultramaratón de la Fe
La Ultramaratón de la Fe es una carrera de maratón anual que toma lugar entre las ciudades de  Trujillo y Otuzco ubicadas en la Región La Libertad, Perú. Se realiza en el mes de diciembre de cada año en homenaje a la Virgen de la Puerta.
La carrera, que fue celebrada por primera vez en 1989 y reúne a numerosos participantes de distintas partes del mundo, sobre todo de Perú que corren cada año.

## Características
La Ultramaratón de la Fe tiene una distancia oficial de 76 km, inicia en la Plaza de Armas de la ciudad de  Trujillo y culmina en la Plaza de Armas de la ciudad de Otuzco. En el 2013 Miguel Gutiérrez Rodríguez, presidente de la Asociación Civil "Vuelven los Gutiérrez" ha convocado a los diversos maratonistas a participar de esta prueba reconocida por el Instituto Peruano del Deporte. La edición del 2013 se realizará el 15 de diciembre.

## Ganadores
| Año  | Atleta Masculino         | País | Tiempo  |
| ---- | ------------------------ | ---- | ------- |
| 2013 | Remigio Huamán Quispe    | Perú | 6:19:30 |
| 2012 | Remigio Huamán Quispe    | Perú | 5:48:27 |
| 1989 | Santiago Jáuregui Angulo | Perú | 7:25:30 |